# SS-Wirtschafts- und Verwaltungshauptamt

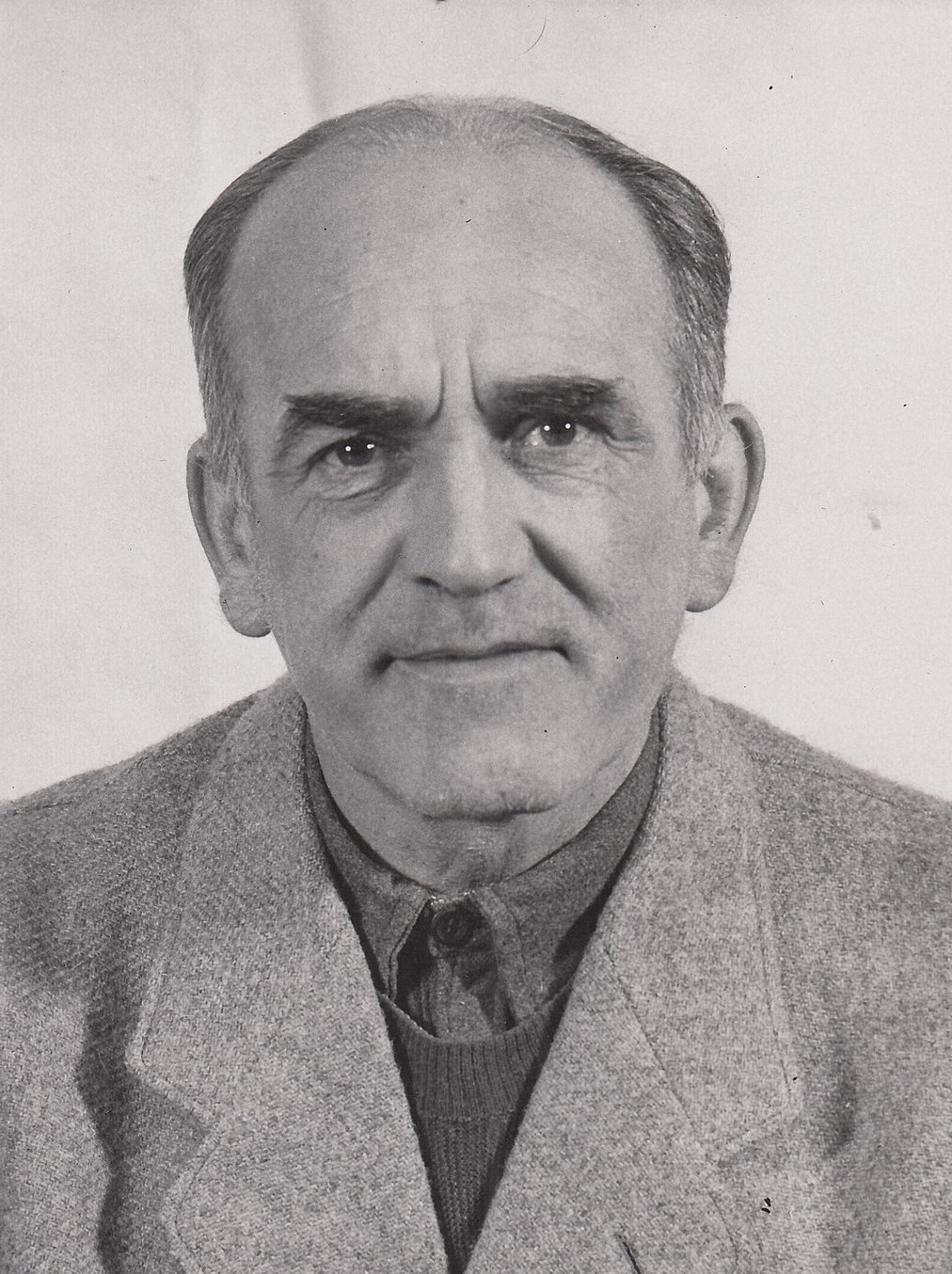
Oswald Pohl var chef för SS-Wirtschafts- und Verwaltungshauptamt.

SS-Wirtschafts- und Verwaltungshauptamt, SS-WVHA (SS:s Ekonomi- och förvaltningsstyrelse), skötte SS:s administration, ekonomi, affärsverksamhet och koncentrationsläger. SS-WVHA bildades 1942 och chef var Oswald Pohl. Över 1 500 personer arbetade inom SS-WVHA, som var den myndighet som bland annat tog hand om värdesaker och tandguld från mördade koncentrationslägerfångar.

## Organisation
SS-Wirtschafts- und Verwaltungshauptamt var organiserat i fem avdelningar:
- A: Truppförvaltningsmyndigheten med ansvar för löner, revision, kassa
  - Chef: August Frank
- B: Truppekonomi med ansvar för förplägnad, inkvartering, inköp
  - Chef: Georg Lörner
- C: Byggväsen med ansvar för uppförande av byggnader och underjordiska verkstäder för vapentillverkning
  - Chef: Hans Kammler
- D: Inspektoratet för koncentrationslägren med ansvar för koncentrationslägren och fångarnas arbetsinsats
  - Chef: Richard Glücks
- W: SS:s affärsverksamhet med ansvar för SS:s olika fabriker och företag
  - Chef: Oswald Pohl

### Webbkällor
- ”SS-Wirtschafts- und Verwaltungshauptamt (WVHA)” (på engelska). Axis History. Marcus Wendel. Arkiverad från originalet den 3 november 2014. https://www.webcitation.org/6Too5GJr6?url=http://www.axishistory.com/books/179-germany-ss/ss-unsorted/5076-ss-wirtschafts-und-verwaltungshauptamt-wvha. Läst 3 november 2014.